# Strzały o zmierzchu
Strzały o zmierzchu (ang. Ride the High Country) – amerykański western z 1962 roku w reżyserii Sama Peckinpaha. Zdjęcia kręcono w Kalifornii.

## Główne role
- Randolph Scott – Gil Westrum
- Joel McCrea – Steve Judd
- Mariette Hartley – Elsa Knudsen
- Ron Starr – Heck Longtree
- Edgar Buchanan – Sędzia Tolliver
- R.G. Armstrong – Joshua Knudsen
- Jenie Jackson – Kate
- James Drury – Billy Hammond
- L.Q. Jones – Sylvus Hammond
- John Anderson – Elder Hammond
- John Davis Chandler – Jimmy Hammond
- Warren Oates – Henry Hammond

## Fabuła
Steve Judd – były szeryf – zostaje wynajęty przez bank. Jego zadaniem jest eskortowanie złota z górniczego miasta Coarse Gold. Do pomocy wynajmuje starego przyjaciela Gila Westruma i młodego chłopaka Hecka Longtree. Judd nie wie, że jego kumple chcą zgarnąć cały ładunek dla siebie i myślą, że on im w tym pomoże. Po drodze do miasta spędzają noc na farmie u niejakiego Joshuy Knudsena – fanatyka religijnego. Jego córka Elsa razem ze swoim chłopakiem planują ucieczkę z domu. Następnego dnia Elsa razem z Billym dołączają do grupy Steve'a licząc na to, że w Coarse Gold będą mogli wziąć ślub...

## Nagrody i nominacje
Nagrody BAFTA 1963
- Najbardziej obiecujący pierwszoplanowy debiut aktorski – Mariette Hartley (nominacja)